# Пищалкино (Калининский район)

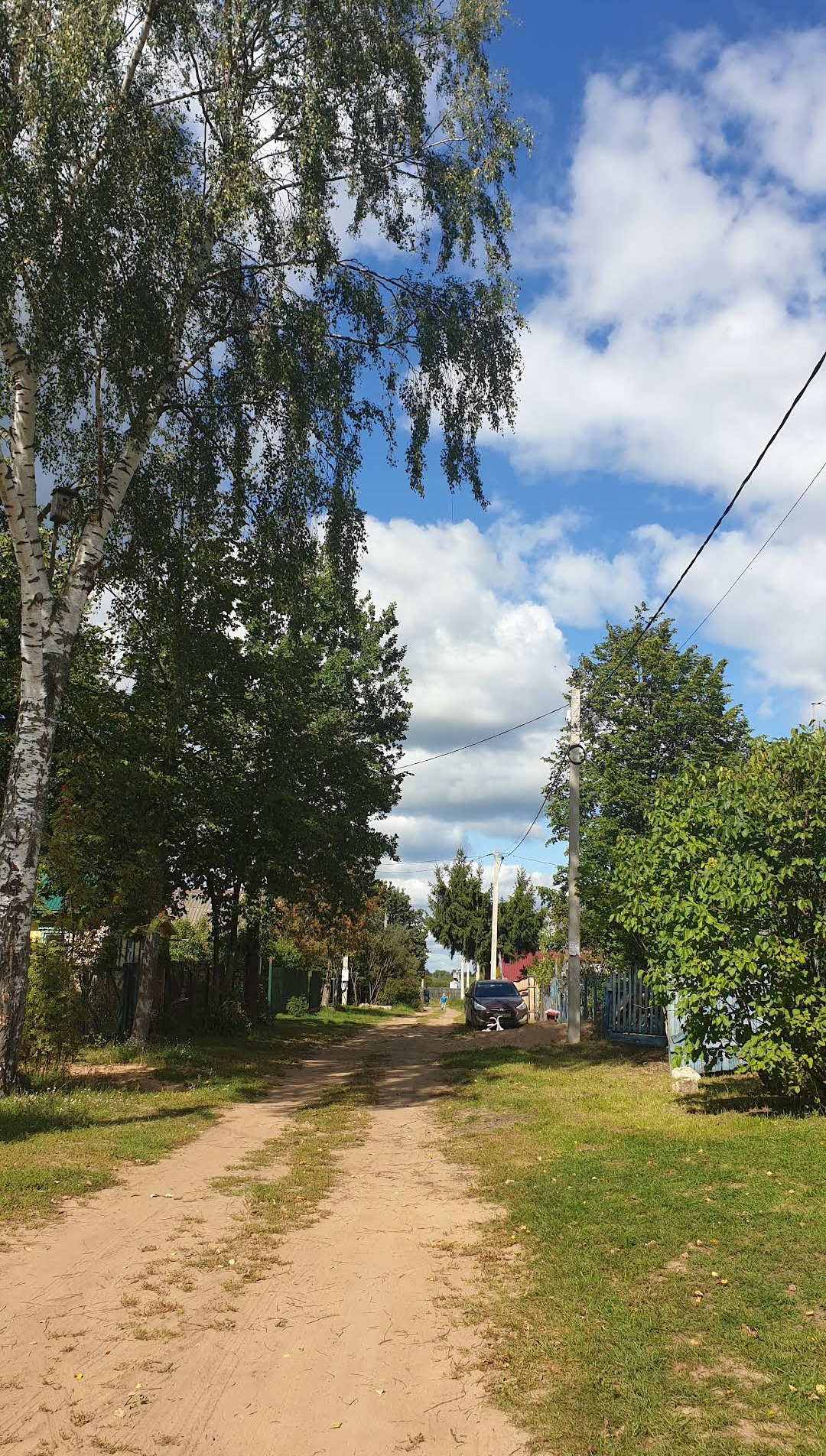
Центральная улица деревни Пищалкино в Калининском районе Тверской области

Пищалкино — деревня в Калининском районе Тверской области. Относится к Аввакумовскому сельскому поселению.
Пищалкино как населённый пункт упоминается в составе Аввакумовского сельского поселения, которое входит в состав Калининского района. Исторически эта территория была частью Горицкой волости Кимрского уезда.
Расположена на реке Орше к северо-востоку от Твери, в 1 км от деревни Аввакумово.
В 1997 году — 10 хозяйств, 15 жителей. В 2002 году — 25 жителей.
К югу и западу от деревни большой массив садоводческих кооперативов.
Пищалкино - типичная сельская деревня Тверской области с небольшой численностью населения, расположенная в живописном природном районе с богатой историей и развитым садоводством. Несмотря на близость к крупному городу Тверь, деревня сохраняет сельский характер и испытывает типичные для сельской местности проблемы с инфраструктурой и коммунальными услугами.